# Trần Văn Sáu (thầy thuốc)
Trần Văn Sáu (sinh năm 1959) là Phó giáo sư, tiến sĩ y khoa, Thầy thuốc nhân dân, Thiếu tướng Công an nhân dân Việt Nam đã nghỉ hưu. Ông nguyên là Giám đốc Bệnh viện 19-8, Bộ Công an Việt Nam.

## Xuất thân và giáo dục
Trần Văn Sáu sinh năm 1959, quê quán tại thị trấn Ngô Đồng, huyện Giao Thủy, tỉnh Nam Định.
Thân mẫu của Trần Văn Sáu là bà Trần Thị Ngân (sinh năm 1916, mất vào 1 giờ 40 phút ngày 19 tháng 3 năm 2019, thọ 104 tuổi).
Năm 1984, Trần Văn Sáu tốt nghiệp Đại học Y Thái Bình.
Năm 1997, Trần Văn Sáu bảo vệ thành công luận án Tiến sĩ y khoa tại Đại học Y Hà Nội.

## Sự nghiệp
Trần Văn Sáu là đảng viên Đảng Cộng sản Việt Nam.
Từ năm 1997, Trần Văn Sáu bắt đầu công tác tại Bệnh viện 19-8, Bộ Công an Việt Nam.
Trong 22 năm làm việc ở bệnh viên này, Trần Văn Sáu trải qua nhiều chức vụ khác nhau như bác sĩ điều trị, phó trưởng khoa, trưởng khoa Nội Hô hấp, Phó giám đốc.
Từ năm 2015, Trần Văn Sáu được bổ nhiệm giữ chức vụ Giám đốc Bệnh viện 19-8.
Tháng 9 năm 2015, Trần Văn Sáu là Đại tá, Bí thư Đảng ủy, Phó Giám đốc Bệnh viện 19-8.
Cũng trong năm này, Trần Văn Sáu được Chủ tịch nước Cộng hòa xã hội chủ nghĩa Việt Nam trao tặng danh hiệu Thầy thuốc nhân dân.
Từ năm 2016, ông là Thiếu tướng Công an nhân dân Việt Nam.
Tháng 5 năm 2019, ông nghỉ hưu.